# Andersonoplatus baru
Andersonoplatus baru es una especie de escarabajo del género Andersonoplatus, familia Chrysomelidae. Fue descrita científicamente por Linzmeier & Konstantinov en 2018.
Habita en Panamá.

## Descripción
La longitud del cuerpo es de 3,39–3,40 mm y ancho 1,62–1,67 mm, con abundante pelaje. A. baru es de color amarillo, las antentas y patas son un poco más claras que el cuerpo.